# Final da Copa Sul-Americana de 2015
A Final da Copa Sul-Americana de 2015 é a 14ª final desta competição organizada anualmente pela CONMEBOL. Foi disputada entre Huracán e Santa Fe. 
Foi conquistada de maneira inédita pelo Santa Fe, após dois empates em 0–0 na final contra o Huracán e vitória por 3–1 na definição por pênaltis. Além de ser o primeiro clube da Colômbia campeão do torneio, o Santa Fe obteve o primeiro título internacional de sua história.
O campeão ganhou uma vaga na Copa Libertadores da América de 2016, na Recopa Sul-Americana de 2016 e na Copa Suruga Bank de 2016.

## Caminhos até a final
| Huracán                           | Huracán                           | Huracán                           | Fase                       | Santa Fe         | Santa Fe  | Santa Fe         |
| --------------------------------- | --------------------------------- | --------------------------------- | -------------------------- | ---------------- | --------- | ---------------- |
| Adversário                        | Agregado                          | Jogos                             | Copa Sul-Americana de 2015 | Adversário       | Agregado  | Jogos            |
| Disputou a partir da segunda fase | Disputou a partir da segunda fase | Disputou a partir da segunda fase | Primeira fase              | LDU Loja         | 3-0       | 0–0 (F); 3–0 (C) |
| Tigre                             | 6-2                               | 5–2 (F); 1–0 (C)                  | Segunda fase               | Nacional         | 2-1       | 2–0 (F); 0–1 (C) |
| Sport                             | 3-1                               | 1–1 (F); 3–0 (C)                  | Oitavas de final           | Emelec           | 2-2 (gf.) | 1–2 (F); 1–0 (C) |
| Defensor Sporting                 | 1-0                               | 1–0 (C); 0–0 (F)                  | Quartas de final           | Independiente    | 2-1       | 1–0 (F); 1–1 (C) |
| River Plate                       | 3-2                               | 1–0 (F); 2–2 (C)                  | Semifinais                 | Sportivo Luqueño | 1-1 (gf.) | 1–1 (F); 0–0 (C) |

Legenda: (C) casa; (F) fora

## Partida

### Ida
| 2 de dezembro | Huracán | 0 – 0     | Santa Fe | Estádio Tomás Adolfo Ducó, Buenos Aires    |
| 21:00 (UTC−3) |         | Relatório |          | Público: 30 000 Árbitro: PAR Antonio Arias |

| Huracán | Santa Fe |

### Volta
| 9 de dezembro | Santa Fe | 0 – 0     | Huracán | Estádio El Campín, Bogotá                |
| 19:00 (UTC−5) |          | Relatório |         | Público: 38 000 Árbitro: BRA Héber Lopes |

|                      |       | Penalidades                     |  |
| Pérez Seijas Balanta | 3 – 1 | Bogado Nervo Mancinelli Toranzo |  |

| Santa Fe | Huracán |